# Gjon Kastrioti II
Gjon Kastrioti II (1456-1514) was een Albanese edelman en de prins van Albanië afkomstig uit het adellijk geslacht Kastrioti. Tevens kende hij de lokale titel Heerser van Krujë. Hij was de zoon van vorst Gjergj Kastrioti en prinses Donika.

## Biografie
Gjon Kastrioti werd in 1456 geboren. Na de dood van zijn vader Gjergj Kastrioti Skanderbeg in 1468 vertrok hij samen met zijn moeder Donika naar het Koninkrijk Napels. Hij keerde echter, na verzoek van de Albanese bevolking, terug naar Albanië om de Ottomanen te bestrijden. Hij kwam in opstand tegen Sulejman Pasha. Na drie jaar oorlog en enkele gewonnen veldslagen tegen de Ottomanen was hij echter niet in staat om het Vorstendom Kastrioti terug te veroveren en Albanië te bevrijden van de Turken. In 1484 werd hij gedwongen Albanië te verlaten en keerde terug naar het Koninkrijk Napels.
Gjon Kastrioti was getrouwd met de Servische prinses Jerina Branković, een dochter van Lazar Branković. Gjon Kastrioti stierf in 1514.